# Otto Ernst von Reineck

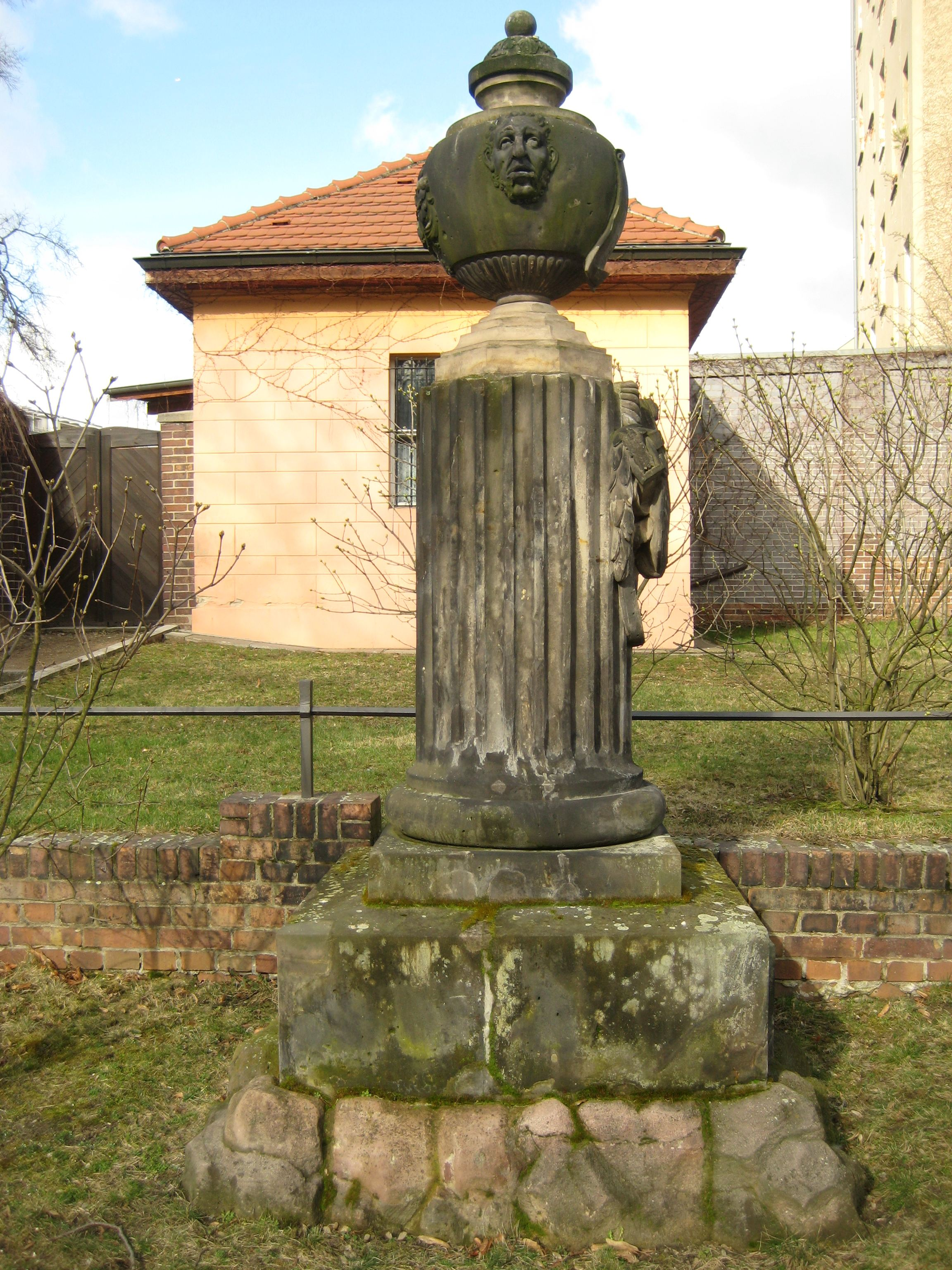
Grab des Ernst Otto von Reineck auf dem Invalidenfriedhof

Otto Ernst von Reineck (* 25. Januar 1729  in Eisenach; † 20. Januar 1791) war ein preußischer Generalmajor, Chef des Invalidenkorps, Kommandant des Invalidenhauses von Berlin sowie Erbherr auf Landstreit und Hötzelsroda.

## Leben

### Herkunft
Seine Eltern waren der Hauptmann in Sachsen-Eisenach Otto Wilhelm von Reineck und dessen Ehefrau Karoline Friederike geb. von Pflug.

### Militärkarriere
Reineck kam am 1. Mai 1744 zum Regiment „Markgraf Karl“ Nr. 19. Dort wurde er am 27. Januar 1748 Fähnrich, am 8. Juli 1751 Sekondeleutnant und am 17. Mai 1757 Premierleutnant. Schon am 10. August 1758 wurde er Stabskapitän und am 11. November 1760 Kapitän. Nach dem Siebenjährigen Krieg wurde Reineck am 17. September 1772 Major, am 11. Juni 1781 Oberstleutnant und am 20. Mai 1784 Oberst. Am 25. November 1788 wurde er zum Chef des Invalidenkorps und Kommandanten des zugehörigen Invalidenhauses in Berlin ernannt.
Im Zweiten Schlesischen Krieg kämpfte er 1744 bei der Belagerung von Prag sowie in den Schlachten bei Hohenfriedberg und Soor.
Im Siebenjährigen Krieg kämpfte Reineck bei der Belagerung von Prag und Breslau sowie in der Schlachten bei Roßbach, Leuthen, Hochkirch und Kunersdorf. Er war auch an den Gefechten von Meissen, Strehlen, Wittenberg und Freyberg beteiligt.
In der Schlacht bei Torgau wurde er an der rechten Seite verwundet. Nach der Schlacht bei Freiberg erhielt er am 20. Dezember 1762 den Orden Pour le Mérite.

### Familie
Reineck heiratete am 29. Dezember 1763 Erdmuth Johanne Henriette Knoll. Sie war die einzige Tochter des Bürgermeisters von Eisenach, Johann Andreas Knoll. Mit ihr hatte er mehrere Söhne, darunter Friedrich August Ernst und Johann Wilhelm Heinrich, beides preußische Hauptleute.